# 甄庸
甄庸，字定理，宛平（今北京）人，是一名明朝政治人物。
甄庸曾于1399年接替吴镛任松江府知府一职，1405年由黄辂接任，后因事情连坐被罢免。之后起用担任监察御史，后官至南京工部尚书。正统二年去世。